# Picco Pio XI
De Picco Pio XI is een berg in de Italiaanse regio Abruzzo. Hij maakt deel uit van het hoogste massief van de Apennijnen: de Gran Sasso en is een onderdeel van de subgroep Intermesoli. De bergtop is op 25 september 1929 vernoemd naar paus Pius XI.
Ten oosten van de berg ligt de vallei Val Maone waardoor een van de belangrijkste wandelroutes van het gebied loopt.